# B't X
Pour les articles homonymes, voir BTX.
B't X (ビート・エックス, Bîto ekkusu) est un manga de Masami Kurumada. Il est prépublié entre 1994 et 1999 dans le magazine Shōnen Ace et compilé en un total de seize tomes par l'éditeur Kadokawa Shoten. La version française a été publiée en intégralité par Pika Édition.
Deux adaptations en anime de 25 épisodes et 14 épisodes sont également sorties entre 1997 et 1998, et il a été publié au Japon en format DVD.
Le DVD est sorti en France en 2008.
L'histoire et les personnages rappellent fortement Saint Seiya, du même auteur.

## Synopsis
Teppei et Kotaro sont deux frères orphelins. Kotaro, l'aîné, est doté d'une intelligence incroyable. Un jour, il décide de partir parfaire son instruction à Berlin, laissant seul son frère sur leur île natale. Peu de temps après, Teppei, encore enfant, rencontre une femme blessée du nom de Karen. Elle est arrivée sur l'île pour se réfugier car elle était poursuivie par la Mechanicae Imperium. Teppei va l'aider à échapper à ses poursuivants. Karen voudra le laisser seul mourant mais elle l'aidera et l'entraînera pour qu'il soit plus fort. Des années plus tard Teppei et Kotaro se retrouveront. Malheureusement, ce bonheur ne sera que de courte durée car Kotaro se fera enlever par la Mechanicae Imperium, une organisation aspirant à dominer le monde grâce à une armée de B't (robots mi-mécanique mi-biologique). Teppei va alors tout faire pour sauver son frère, notamment à l'aide de X, un B't légendaire revenu à la vie grâce au sang de Teppei et à l'aide des trois autres B't légendaires.

## Anime

### B't X
1. Miracle ! La résurrection de B't X
2. Naissance ! La bataille du soleil
3. Confrontation ! L'ambition de l'Empire Mécanique
4. Entrée ! Les quatre généraux de la légende
5. À l'aide ! La bataille de la vie ou de la mort
6. Terreur ! Bataille dans le désert
7. Surprise ! Le secret de l'Empereur Mécanique
8. Illusion ! Le guerrier Kamira
9. Démoniaque ! Evil flower
10. Poursuite ! La riposte de Metal Face
11. Invincible ! Le commandant Lon
12. Formidable ennemi ! La chaleur féroce de Chaos
13. Compagnon ! Les obligations d'un cœur ardent
14. Tragédie ! Maria, la fille du cimetière
15. Explosion ! L'attaque vers la mort
16. Résurrection ! La lumière aux 5 couleurs
17. Apparition ! X noir
18. Ténèbres ! La terreur de l'hunder-hell
19. Mort ! La fin de X
20. Vie ! Le cœur brisé
21. Renaissance ! Néo B't X
22. Les plus dangereux ! Les 7 démons
23. Flash ! Shinning knuckle
24. Brûlant ! Un fragment du soleil
25. Défaite ! Le B't Rafaelo

### B't X Neo
1. Gardiens spirituels contre démons de la guerre
2. La terre de la haine et de l'amour !
3. Les flammes rougissantes
4. Le miracle du sang !
5. Le rêve de l'effroi !
6. Un morceau de lumière !
7. Plus de lumière !
8. La confession du masque !
9. Les liens du sang !
10. Le hurlement du démon
11. Cherche le passé disparu !
12. Un pour tous !
13. La mémoire du futur
14. Un morceau du soleil !

### Le manga et l'anime
L'adaptation animé de B'T X est bien différente de sa version manga. Les deux versions commencent à diverger à partir du tome 7. De manière générale, la version animée est plus courte que la version manga. Et la fin de la version animée est totalement différente de celle de l’œuvre originale.

### Voix françaises
- Donald Reignoux : Teppei
- Lionel Tua : Kotarô, Ron, Cuattro
- Catherine Desplaces : Karen, Nasha
- Maïk Darah : Aramis, Misha
- Denis Laustriat : Metal Face, Hokuto
- Erik Colin : X, Fao
- Laurent Mantel : Le jongleur
- Vincent Barazzoni : Maim

## DVD
L'intégrale des deux séries est sortie en un coffret collector 8 DVD chez IDP Home Vidéo le 16 octobre 2008. L'audio est en français et en japonais sous-titré français. Le ratio image est 1.33.1 plein écran. ASIN B001VCE552